# 파이버프로
파이버프로(Fiberpro)는 대한민국의 광섬유 계측 및 센싱 기업이다. 본사는 대전광역시 유성구 가정북로 26-55에 위치해 있다. 대표이사는 고연완이다. 2026년까지 현금 배당과 자사주 취득을 통해 당기 순이익의 30% 수준으로 주주 환원할 예정이다
천궁 II의 핵심 부품 공급사이다.

## 상장
2021년에 한국제9호스팩과 합병 방식으로 코스닥 시장에 상장하였다.

## 참고 문헌
1. ↑  한국IR협의회 기술분석보고서-파이버프로
2. ↑  김세형, 파이버프로, 순이익 30% 주주환원, 스마트투데이, 2024.06.10
3. ↑  파이버프로, 유럽 방산시장 진출 본격화… 천궁 II 부품 공급사로 주목 톱스타뉴스 2025.03.12